# Enhetspartiet (Finland)
Finlands folks enhets parti, ibland skrivet som Enhetspartiet för Finlands folk (finska: Suomen kansan yhtenäisyyden puolue), förtkortat EFF respektive SKYP, var ett finländskt politiskt parti som var aktivt på 1970-talet.
EFF bildades 1972 av tolv riksdagsmän från Finlands landsbygdsparti (FLP), som uteslutits ur partiet efter en konflikt med partiledaren Veikko Vennamo. Dessa tolv utgjorde två tredjedelar av FLP:s partigrupp.
I riksdagsvalet 1975 fick EFF 1,7 % av rösterna och ett mandat. Denne ende riksdagsledamot gick 1977 över till Centern. I riksdagsvalet 1979 var fick partiet 0,3 % av rösterna och inga mandat. Partiet bytte sedan namn till Förbundet för medborgarmakt, men nådde ändå ingen framgång.